# Aržan-Buguzun
Bei Aržan-Buguzun handelt es sich um eine archäologische Stätte im Altai-Gebirge in Sibirien, im heutigen Russland, die den Alttürken zugeordnet werden kann. Hier wurden 2009 unter der Leitung von Gleb V. Kubarev vier Steinsetzungen und eine Wallanlage aus dem frühen Mittelalter ausgegraben. Die Funktion der Anlage ist ungeklärt. Der Fundort liegt nahe am Fluss Buguzun und auch nahe an Heilquellen. Die Anlage datiert in die zweite Hälfte des 5. oder in die erste Hälfte des 6. Jahrhunderts.
Die Anlage besteht aus vier flachen Steinhügeln, die sich innerhalb einer fast quadratischen Umfriedung befinden. Die Umfriedung besteht aus einem Graben und einem Wall und ist etwa 32 × 36 m groß und ziemlich genau nach den Himmelsrichtungen orientiert. Der Grabenaushub war zur Erhöhung des Innenraumes genutzt worden. Graben und Wall waren vor der Ausgrabung gut im Gelände zu sehen. Der Graben war etwa 110 bis 130 cm breit. Der Wall war noch 20 bis 30 cm hoch. Innerhalb der Quadrats befinden sich vier Steinsetzungen.
Objekt 1 ist eine runde Steinsetzung mit einem Durchmesser von etwa 6,3 m. Sie war bei der Auffindung noch etwa  20 bis 25 cm hoch. Im Zentrum dieser Steinsetzung fand sich ein Aschehaufen, der etwa 230 × 240 cm groß war. Im Süden des Aschehaufens fanden sich Reste von Zaumzeug, dessen Teile sehr aufwändig gearbeitet sind. Es gibt 11 ovale Bronzebeschläge, die mit roten Steinen eingelegt sind. Sechs Besatzbleche haben auch einen Stein als Einlage und sind am Rand mit Granulationen dekoriert. Des Weiteren fanden sich eine eiserne Trense und Psalien (Trensenknebel). Es kamen Bronzebleche und Schnallen zu Tage. Weitere Fundstücke waren ein silberner Knauf, Bronzeschellen und eiserne Rahmenschnallen. Die Teile waren gut erhalten und scheinen nach dem Feuer in der heißen Asche deponiert worden zu sein. Es kamen Keramikfragmente zum Vorschein.
Objekt 2 ist auch eine runde Steinsetzung (etwa 9 bis 9,8 m im Durchmesser) mit einem großen Aschenhaufen im Zentrum. Hier fanden sich Tierknochen und Keramikfragmente sowie ein verbrannter Holzbalken.
Objekt 3 war wiederum eine Steinsetzung mit einem Durchmesser von etwa 4,2 m. Es fanden sich Keramikfragmente und ein Aschehaufen. Die Keramikfragmente aus den drei Objekten konnten zu einem Gefäß zusammengesetzt werden. Alle Objekte sind also gleichzeitig.
Objekt 4 war die kleinste Steinsetzung mit etwa 1,8 bis 2, 2 m im Durchmesser. Im Zentrum fand sich ein Altar, der aus vier Steinen erbaut war. In dieser Steinsetzung fanden sich keine Aschereste.
Über das Gelände verteilt fanden sich mit einem Metalldetektor diverse Waffen und andere Objekte. Darunter befinden sich ein Meißel, eine Sichel, Zaumblech mit Vergoldung und Eisenmesser. Im Einzelfall ist jedoch unklar, ob alle diese Funde zur mittelalterlichen Anlage gehören.
Die Anlage ist ohne Parallelen. Bei den Alttürken sind Gedenkanlagen bezeugt, die dem Adel zu Ehren errichtet wurden. Typisch für diese Gedenk- oder auch Memorialanlagen genannten Bauten sind jedoch Standbilder, die hier vollkommen fehlen. Gräber wurden jedenfalls nicht gefunden, doch ist nicht vollkommen auszuschließen, dass es in Aržan-Buguzun Brandbestattungen gab.